# Daniela Anschütz-Thoms
Daniela Anschütz-Thoms (Erfurt, 20 novembre 1974) è un'ex pattinatrice di velocità su ghiaccio tedesca.

## Palmarès

### Olimpiadi
- Oro a Torino 2006 nell'inseguimento a squadre.
- Oro a Vancouver 2010 nell'inseguimento a squadre.

### Mondiali - Distanza singola
- Oro a Inzell 2005 nell'inseguimento a squadre.
- Bronzo a Salt Lake City 2007 nell'inseguimento a squadre.
- Bronzo a Nagano 2008 nei 3 000 metri.

### Mondiali - Completi
- Bronzo a Göteborg 2003.

### Europei
- Argento a Heerenveen 2005.
- Argento a Heerenveen 2009.
- Bronzo a Hamar 2010.